# Epidapus abieticola
Epidapus abieticola är en tvåvingeart som beskrevs av Frey 1948. Epidapus abieticola ingår i släktet Epidapus och familjen sorgmyggor.
Artens utbredningsområde är Finland. Inga underarter finns listade i Catalogue of Life.